# Kabo Air
Kabo Air is een Nigeriaanse luchtvaartmaatschappij met haar thuisbasis in Kano.

## Geschiedenis
Kabo Air is opgericht in 1975 en is gestart met vliegen in 1981.De belangrijkste vluchten zijn de pelgrimsvluchten naar Mekka,

## Vloot
De vloot van Kabo Air bestaat uit:(juni 2007)
- 2 Boeing B747-100
- 3 Boeing B747-200B